# Recettore GABA B

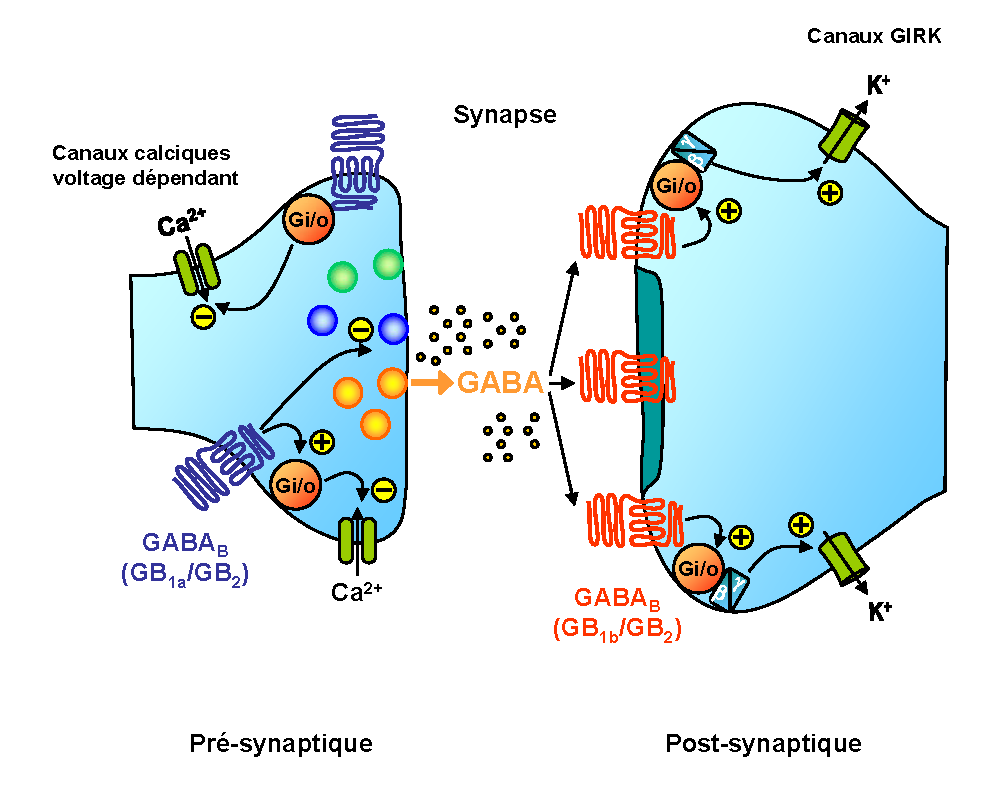
Funzionamento del GABA B

Il recettore GABA B (recettore metabotropo accoppiato alle proteine G) è uno dei due recettori per il GABA (acido γ-amminobutirrico) che sono presenti a livello del sistema nervoso, assieme al recettore GABA A (recettore ionotropo).
I meccanismi effettori associati sono il sistema dell'adenilato-ciclasi e i canali del calcio e del potassio. In seguito alla loro attivazione, questi recettori provocano diminuzione della conduttanza al calcio e aumento di quella al potassio nelle membrane neuronali. L'effetto sulla conduttanza  del calcio è principalmente associato alle correnti presinaptiche mediata da canali del calcio di tipo P/Q e N; la riduzione del calcio intracellulare nel terminale presinaptico è il meccanismo con cui questi recettori regolano il rilascio di neurotrasmettitori.
La conduttanza del potassio è invece associata a recettori GABAB localizzati a livello postsinaptico; l'aumento della permeabilità al potassio, quindi la sua uscita dalla cellula, si traduce in un effetto iperpolarizzante della membrana, con conseguente innalzamento della soglia di eccitabilità della stessa cellula.

## Struttura
È un recettore accoppiato in particolare alla proteina Gi che agisce sull'adenilato ciclasi (inibendola) e sui canali del potassio (attivandoli) e del calcio (inibendoli).
Il GABA B media le risposte inibitorie lente, la forma strutturale pienamente funzionale è un eterodimero, costituito da una singola unità di GABA-BR1 e da una singola unità di GABA-BR2.

## Legame con il GABA
Il GABA ha una bassa affinità per questo recettore, sia presinaptico (auto ed etero-recettore) sia postsinaptico.

## Legame con farmaci
- Il baclofene è un agonista del recettore GABA B che causa effetto antispastico, analgesico e anti-craving (riduce la voglia, quindi l'abuso di farmaco).
- Il saclofene è un antagonista del recettore GABA B che causa effetto antiepilettico.